# Drum Show (Twenty One Pilots)
1. RINVIA Drum Show